# Inal Sherip
Inal Sherip (Inal Cherip), né le 24 juin 1971, de son vrai nom Inalbek Sheripov Supianovich est un réalisateur, scénariste, compositeur et producteur belge. 
Vainqueur de nombreux festivals de films internationaux. Fondateur et théoricien du "cinéma d'échecs". Président de la World Chess Culture (fondateur de FIDE et l'institut belge des arts). FIDE évaluation : 2290 (Rapide). Il a été nommé par l'Ukraine aux élections présidentielles de la FIDE qui se sont tenues à Chennai, en Inde, en 2022, mais il a dû se retirer des élections en raison d'un probleme de sante. Il est le fils du réalisateur tchétchène Supianbek Sheripov. Il a 3 demi-frères : Ruslanbek né en 1965, Romanbek né en 1966 et décédé en 2020 et Aslanbek né en 1973. Inal a également une demi-sœur Indira née en 1971. 

## Affaires
Investisseur d'art depuis environ 20 ans, il investit dans le patrimoine culturel de Francis Bacon (1909 – 1992), Fra Bartolomeo (1472 – 1517), Claude Monet (1840 – 1926) et d'autres.

## Loisirs
Il possède l'une des plus importantes collections de peintres impressionnistes belges du XIXe siècle[réf. souhaitée].

## Récompenses et distinctions
- Prix Federico Fellini Festival international du film à Jakarta, Indonésie.
- Prix Frères Lumière Festival international du film à Naples, Italie 2012.
- Prix du meilleur film 2012 Festival international du film de Monte-Carlo, Monaco.
- Prix Frères Lumière Festival international du film à Naples, Italie 2013.
- Prix du meilleur film Festival international du film de Delhi, Inde 2014.
- Prix Mr. Olympia 2024, USA 2024.

## Carrière politique
Par le décret publié le 30 novembre 2022, il a été nommé ministre des Affaires étrangères du gouvernement de la République tchétchène d'Itchkérie en exil.